# Chiesa di Sant'Antonio Abate (Bevilacqua)
La chiesa di Sant'Antonio Abate è la parrocchiale di Bevilacqua, in provincia e diocesi di Verona; fa parte del vicariato di Legnago

## Storia
Il primitivo luogo di culto del paese venne edificato nel Trecento dal Conte Bevilacqua, alleato degli Scaligeri di Verona.
Nella relazione della visita pastorale effettuata dal vescovo di Verona Gian Matteo Giberti nel 1526 si legge che la chiesa era già sede di una parrocchia.
La nuova chiesa neoromanica venne costruita nel 1948, dopo la demolizione dell'antica parrocchiale, della quale si salvarono solo la torre campanaria e un piccolo fabbricato adiacente.
In epoca postconciliare, in ossequio alle norme postconciliari, si procedette alla rimozione delle balaustre, all'installazione dell'ambone e alla modifica dell'altare maggiore; nel 2014 l'edificio venne interessato da un intervento di restauro.

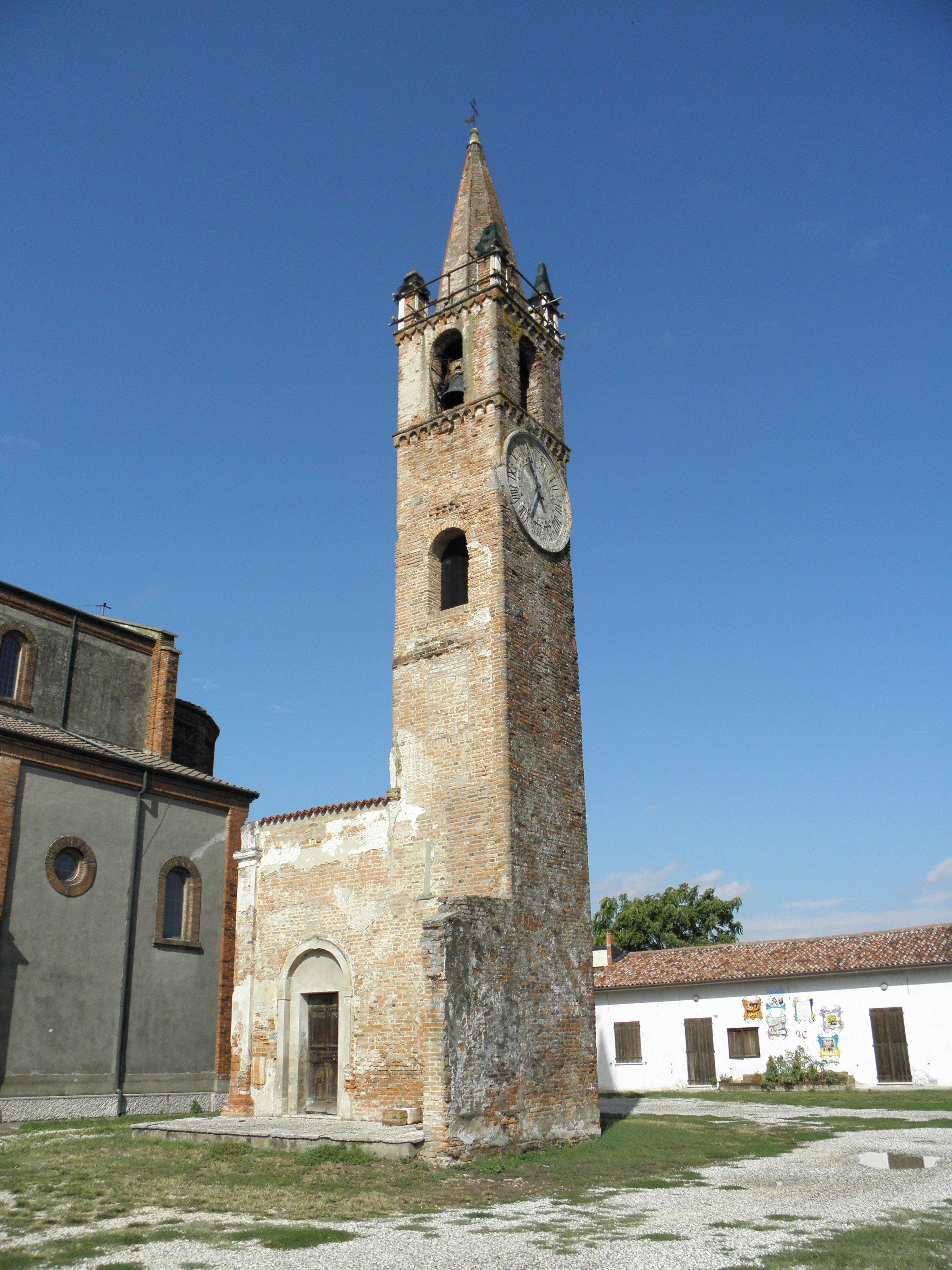
Il campanile

## Descrizione

### Facciata
La facciata a salienti della chiesa, rivolta a sudest, è tripartita da paraste e presenta centralmente il portale d'ingresso lunettato e sormontato da tre finestre alte e strette e da due nicchie, mentre le due ali laterali sono caratterizzate da finestre e nicchie.
Annesso alla parrocchiale è il campanile a base quadrata, la cui cella presenta su ogni lato una monofora ed è coronata dalla guglia piramidale.

### Interno
L'interno dell'edificio si articola in tre navate, coperte da un soffitto a cassettoni e separate da colonne in marmo rosso di Verona coronate da capitelli pietra bianca sorreggenti degli archi a tutto sesto; al termine dell'aula si sviluppa il presbiterio, rialzato di alcuni gradini e a sua volta chiuso dall'abside di forma semicircolare.
Qui sono conservate diverse opere di pregio, tra le quali la pala raffigurante la Madonna col Bambino assieme ai Santi Stefano e Antonio e a un Santo vescovo, eseguita da Giovanni Battista del Moro, e il dipinto ritraente Gesù Cristo Buon Pastore.